# 卡里马拉卡格拉巴里
卡里马拉卡格拉巴里（Kharimala Khagrabari），是印度西孟加拉邦Koch Bihar县的一个城镇。总人口7214（2001年）。

## 人口
该地2001年总人口7214人，其中男性3642人，女性3572人；0—6岁人口722人，其中男380人，女342人；识字率76.74%，其中男性为80.67%，女性为72.73%。